# Campionato ucraino di football americano 1999
Il Campionato ucraino di football americano 1999 è la 7ª edizione del campionato di football americano di primo livello, organizzato dalla FAFU.

## Squadre partecipanti
| Club              | Città    | Stadio | Sponsor ufficiale | Risultato nella stagione 1998 |
| ----------------- | -------- | ------ | ----------------- | ----------------------------- |
| Donetsk Eagles    | Donec'k  |        |                   |                               |
| Donetsk Scythians | Donec'k  |        |                   |                               |
| Kharkiv Atlantes  | Charkiv  |        |                   |                               |
| Kiev Destroyers   | Kiev     |        |                   |                               |
| Kiev Gepards      | Kiev     |        |                   |                               |
| Vinnytsia Wolves  | Vinnycja |        |                   |                               |

## Stagione regolare

### Calendario

#### Prima fase

##### 1ª giornata
| 1999 | Donetsk Scythians | 39 – 0 | Donetsk Eagles |  |

| 1999 | Vinnytsia Wolves | 0 – 24 | Kiev Gepards |  |

##### 2ª giornata
| 1999 | Donetsk Eagles | 12 – 14 | Kharkiv Atlantes |  |

| 1999 | Kiev Gepards | 22 – 15 | Kiev Destroyers |  |

##### 3ª giornata
| 1999 | Donetsk Scythians | 23 – 0 | Kharkiv Atlantes |  |

| 1999 | Kiev Destroyers | 20 – 26 | Vinnytsia Wolves |  |

##### 4ª giornata
| 1999 | Kharkiv Atlantes | 35 – 0 | Donetsk Eagles |  |

| 1999 | Kiev Gepards | 21 – 13 | Vinnytsia Wolves |  |

##### 5ª giornata
| 1999 | Donetsk Eagles | 0 – 8 | Donetsk Scythians |  |

| 1999 | Vinnytsia Wolves | 12 – 20 | Kiev Destroyers |  |

##### 6ª giornata
| 1999 | Kharkiv Atlantes | 0 – 0 | Donetsk Scythians |  |

| 1999 | Kiev Destroyers | 8 – 0 | Kiev Gepards |  |

#### Tabelle riassuntive

##### Girone Est
|   |                                 | SCY | ATL   | EAG  |
| 1 | Donetsk Scythians (3-1-0, 70-0) |     | 23-0  | 39–0 |
| 2 | Kharkiv Atlantes (2-1-1, 49-35) | 0-0 |       | 35-0 |
| 3 | Donetsk Eagles (0-4, 12-96)     | 0-8 | 12-14 |      |

##### Girone Ovest
|   |                               | GEP  | DES   | WOL   |
| 1 | Kiev Gepards (3-1, 67-36)     |      | 22-15 | 21-13 |
| 2 | Kiev Destroyers (2-2, 63-60)  | 8–0  |       | 20-26 |
| 3 | Vinnytsia Wolves (1-3, 51-85) | 0–24 | 12-20 |       |

#### Final Four

##### Turno 1
| 1999 | Kharkiv Atlantes | 30 – 7 | Kiev Destroyers |  |

| 1999 | Kiev Gepards | 8 – 14 | Donetsk Scythians |  |

##### Turno 2
| 1999 | Kharkiv Atlantes | 17 – 12 | Kiev Gepards |  |

| 1999 | Kiev Destroyers | 0 – 7 | Donetsk Scythians |  |

##### Turno 3
| 1999 | Kiev Gepards | 8 – 0 | Kharkiv Atlantes |  |

| 1999 | Donetsk Scythians | 24 – 0 | Kiev Destroyers |  |

##### Turno 4
| 1999 | Kiev Destroyers | 7 – 29 | Kharkiv Atlantes |  |

| 1999 | Donetsk Scythians | 32 – 8 | Kiev Gepards |  |

### Classifica
La classifica della regular season è la seguente:
- PCT = percentuale di vittorie, G = partite giocate, V = partite vinte, P = partite perse, PF = punti fatti, PS = punti subiti

| Pos. | Squadra           | PCT  | G | V | N | P | PF  | PS  |
| ---- | ----------------- | ---- | - | - | - | - | --- | --- |
| 1    | Donetsk Scythians | .938 | 8 | 7 | 1 | 0 | 147 | 16  |
| 2    | Kharkiv Atlantes  | .688 | 8 | 5 | 1 | 2 | 125 | 69  |
| 3    | Kiev Gepards      | .500 | 8 | 4 | 0 | 4 | 103 | 99  |
| 4    | Kiev Destroyers   | .250 | 8 | 2 | 0 | 6 | 77  | 150 |
| 5    | Vinnytsia Wolves  | .250 | 4 | 1 | 0 | 3 | 51  | 85  |
| 6    | Donetsk Eagles    | .000 | 4 | 0 | 0 | 4 | 12  | 96  |

## Finale 3º - 4º posto
| 1999 | Kiev Gepards | 28 – 21 | Kiev Destroyers |  |

## Finale
| 1999 | Donetsk Scythians | 22 – 20 | Kharkiv Atlantes |  |

## Verdetti
- Donetsk Scythians Campioni di Ucraina 1999